# Kromosom 12
Kromosom 12 är ett av de 23 kromosomparen hos människor. Människor har normalt två kopior av detta kromosom. Kromosom 12 sträcker sig över cirka 134 miljoner baspar (byggmaterialet för DNA), och representerar mellan 4 och 4,5 procent av det totala DNA:t i cellerna. Kromosom 12 har 1033 proteinkodande gener.

## Hälsotillstånd relaterade till förändringar i strukturen eller antalet kopior av kromosom 12:[2]
Pallister-Killian mosaisk syndrom:
   - Orsakas oftast av närvaron av en onormal extra kromosom kallad isokromosom 12p eller i(12p). Isokromosomen har två identiska armar och leder till att vissa celler har totalt fyra kopior av alla gener på p-armen av kromosom 12. Detta kan störa normal utveckling och resultera i karakteristiska drag för denna sjukdom.
PDGFRB-associerad kronisk eosinofil leukemi:
   - Inblandning av translokationer mellan kromosom 12 och andra kromosomer är kopplad till blodcellscancer kallad PDGFRB-associerad kronisk eosinofil leukemi. Vanligtvis innebär en translokation mellan PDGFRB-genen från kromosom 5 och ETV6-genen från kromosom 12. Denna genetiska förändring leder till ökad produktion av eosinofiler och utveckling av leukemi.
Andra kromosomala tillstånd:
   - Förändringar i antalet eller strukturen av kromosom 12 kan ge upphov till olika effekter, inklusive intellektuella funktionsnedsättningar, försenad utveckling, långsam tillväxt, karakteristiska ansiktsdrag, svag muskelton (hypotoni), skeletala avvikelser och hjärtfel. Exempel på sådana förändringar inkluderar partiell trisomi 12, partiell monosomi 12 och ringkromosom 12.
Cancer:
   - Förändringar i kromosom 12 har identifierats i olika typer av cancer. Dessa förändringar är somatiska, förvärvade under en persons livstid och närvarande endast i vissa celler. Exempel inkluderar translokationer mellan kromosom 12 och andra kromosomer i leukemier och lymfom, samt somatiska mutationer som kan leda till en extra kopia av kromosom 12 i leukemi, särskilt kronisk lymfocytisk leukemi.